# Diane Neal
Diane Neal (ur. 17 listopada 1975 w Alexandrii, w stanie Wirginia, USA) – amerykańska aktorka. Popularność przyniosła jej rola Casey Novak w serialu telewizyjnym Prawo i porządek: sekcja specjalna.

## Wybrana filmografia
- 2003–2012: Prawo i porządek: sekcja specjalna
- 2003: Dracula II: Odrodzenie
- 2005: Dracula III: Dziedzictwo
- 2009: Fałszywy narzeczony
- 2013: Newlyweeds
- 2013: Mr. Jones
- 2014: After
- 2015: Zaprzysiężeni